# إبراهيم خلفان (ممثل)
إبراهيم خلفان (1955 -) ممثل بحريني.

## حياته
إبراهيم خلفان، خريج المعهد العالي للفنون المسرحية بدولة الكويت سنة 1982 م. حصل على بكالوريا في التمثيل والإخراج المسرحي، وهو رئيس مجلس إدارة  مسرح الصواري لمده ست سنوات وحتى سنه 2005م وعضو مؤسس  في مسرح الصواري منذ تأسيسه وحتى الآن وله تجارب مسرحية كثيرة إضافة إلى ذلك إبراهيم خلفان مسرحي مهتم بالتجريب المسرحي وأحد المسرحيين المؤسسين للمسرح التجريبي في المسرح البحريني.

## أعماله

### الأعمال الدرامية التلفزيونية
- مسلسل  العين تأليف راشد الجو در   إخراج بسام الذوادي                 ممثل.
- مسلسل فرجان لول  تأليف راشد الجو در إخراج احمد المقلة         ممثل   مخرج مساعد.
- مسلسل ملفى الاياويد  تأليف راشد الجو در  إخراج احمد المقلة       ممثل  مخرج مساعد.
- مسلسل حزواى الدار تأليف راشد الجو در  إخراج احمد المقلة      مخرج مساعد.
- مسلسل سعدون  تأليف راشد الجو در   إخراج احمد المقلة   مساهمة فنية كمخرج مساعد.
- مسلسل آخر الرجال تأليف عيسى الحمر  إخراج  مصطفى رشيد       ممثل.
- مسلسل الهارب تأليف أمين صالح     إخراج بسام الذوادي             ممثل.
- مسلسل نيران تأليف أمين صالح      إخراج احمد المقلة                ممثل.
- مسلسل السد يم تأليف أمين صالح       إخراج احمد المقلة             ممثل.
- سهرة تلفزيونية  طفولة أخرى تأليف راشد الجو در  إخراج محمد جناحي    ممثل.
- مسلسل متلف الروح   تأليف مهدي الصائغ        إخراج احمد المقلة        ممثل.
- مسلسل أهل الدار
- متلف الروح2010 - مسلسل
- طفولة أخرى 2003 - تمثيلية
- السديم2002 - مسلسل
- نيران2000 - مسلسل
- آخر الرجال1999 - مسلسل
- الهارب1995 - مسلسل
- العين1988 - مسلسل
- حياتنا1980 - مسلسل

### المسرحيات
- مسرحية  حفلة تنكرية تأليف عبد الكريم برشيد.
- مسرحية عشاق تأليف جماعي
- مسرحية عطسة بو منصور إعداد عيسى الحمر.
- مسرحية لقمة الزقوم تالف وليد اخلاصى
- مسرحية رجل وامرأة تأليف احمد جمعه.
- مسرحية  هل قتلت أحدا تأليف عبد الفتاح قلعجى
- مسرحية  النافذة إعداد عبدا لله السعدواي.
- مسرحية  الليلة العلمية تأليف وليد إخلاصي.
- مسرحية خميس وجمعة تأليف عقيل سوار.
- مسرحية مسافر ليل تأليف صلاح عبد الصبور.
- مسرحية السؤال تأليف محي الدين زنكنة.
- مسرحية الطوفه إعداد خليل يوسف.
- مسرحية الباب تأليف يوسف الصابغ.
- مسرحية يوم نموذجي تأليف ألبرتو مورافيا.
- مسرحية سالفة راضي أعداد عيسى الحمر.
- مسرحية ثرثرة تأليف وليد إخلاصي.
- مسرحية المتفائل تأليف أمين بكير.
- مسرحية بدون عنوان  تأليف جماعي.
- مسرحية المهموم تأليف سعد الله ونوس.
- مسرحية غرام في غرام.
- مسرحية السدرة  تأليف عصام محفوظ.
- مسرحية لمن يهمه  الأمر  تأليف  إبراهيم خلفان.
- مسرحية بلوته بلوة.
- مسرحية البيانو  إعداد  إبراهيم خلفان.
- مسرحية النهاية تأليف سامي جمعان.
- مسرحية معقول تأليف ماكس رينية.
- مسرحية الشاهد تأليف ماكس رينية.
- مسرحية القادم تأليف وليد إخلاصي.
- مسرحية ناس نيام نيام أعداد   إبراهيم خلفان.
- مسرحية  عميان بس عميان  تأليف حسين عبد علي.
- مسرحية شارع رقم 7  تأليف ماكس رينية.
- مسرحية مساحه ضيقة   تأليف صالح المناعي.
- مسرحية وثيقة عهد  إعداد  إبراهيم خلفان.
- مسرحية طال الأمر  تأليف وليد إخلاصي
- مسرحية الزيارة الأخيرة تأليف يوسف الحمدان.
- مسرحية  مغامرات جحا.
- مسرحية الفئران والمزمار.
- مسرحية الأميرة والأقزام السبعة (مسرحية عرائس)
- مسرحية مسافر ليل تأليف صلاح عبد الصبور (إعادة رؤية)
- مسرحية علشان ماتفهمون
- مسرحية فجأة لم يهطل المطر
- مسرحية لافهم
- مسرحية امرأة  في الظلام  (تأليف إبراهيم بحر)
- مسرحية يا ناسينا
- مسرحية صاكين الباب
- مسرحية صفحة 8
- مسرحية دكان بوصالح
- مسرحية الصفحة الأولى من الجريدة إعداد عبدا لله السعدواي
- مسرحية شلخ شلخ
- مسرحية هلوسة
- مسرحية روميو وجولييت
- مسرحية صح النوم
- مسرحية رجل وامرأة – مسرح الصواري
- مسرحية المفتاح - لمسرح الصواري
- مسرحية الحاجز - لمسرح الصواري

### أفلام
- الشجرة النائمة 2014 - فيلم
- فيلم عشاء   تأليف أمين صالح                  إخراج   حسين الرفاعي.